# Chức danh
Chức danh là sự ghi nhận một vị trí được tổ chức xã hội, tổ chức nghề nghiệp, tổ chức chính trị... hợp pháp công nhận. 
Chức vụ là sự đảm nhiệm một vai trò, địa vị nào đó trong một tổ chức, một tập thể. Ví dụ như tổng thống, chủ tịch, thủ tướng... đối với một tập thể là đất nước.
Thường thì người giữ chức danh nào thì cũng gắn liền với chức vụ đó hoặc một chức danh gắn liền với nhiều chức vụ, Ví dụ: chức danh Chủ tịch nước Việt Nam được pháp luật quy định gắn với các chức vụ: Chủ tịch nước, Chủ tịch Hội đồng Quốc Phòng và An ninh, Chủ tịch Ban Cải cách Tư pháp...
Một số trường hợp đặc biệt chức danh không đi liền với chức vụ, ví dụ chức danh Phó Tổng thống Hoa Kỳ giữ chức vụ Chủ tịch Thượng viện Hoa Kỳ, một số lãnh đạo được phong hàm (chức danh) thứ trưởng nhưng lại được giao nhiệm vụ cục trưởng, nhiều lãnh đạo của Giáo hội Công giáo cũng được phong giám mục, tổng giám mục (chức danh) nhưng lại không làm giám mục coi giáo phận (chức vụ) mà phụ giúp giáo hoàng cai quản Giáo hội hoàn vũ trong Giáo Triều Rôma như Quốc vụ Khanh Toà Thánh, các Tổng trưởng Bộ và viên chức cao cấp Toà Thánh hoặc phụ tá cho Giám mục một giáo phận nào đó... trong khi chức danh đó, về nguyên tắc phải gắn liền với chức vụ coi giáo phận (kể cả Giáo hoàng cũng không phải ngoại lệ khi coi giáo phận Roma)